# Amy De Bhrún
Amy De Bhrún (* 22. April 1984 in Dublin) ist eine irische Schauspielerin, Drehbuchautorin und Synchronsprecherin.

## Leben
De Bhrún besuchte von 1996 bis 2002 die Loreto High School Beaufort in Dublin. Sie wollte seit Kindheitstagen Schauspielerin werden. Anschließend besuchte sie das Trinity College, das sie aber bereits nach drei Monaten wieder verließ. Sie machte von 2003 bis 2005 ihr Schauspieldiplom an der The Bridge Theatre Training Company in London.
2008 debütierte sie im Spielfilm Bigga Than Ben als Filmschauspielerin. Nach einer Nebenrolle im Film Lovelorn 2010 folgten Besetzungen in mehreren Kurzfilmen. 2012 spielte sie im Musikvideo zum Song All I Want der irischen Alternative-Rock-Band Kodaline mit. 2013 war sie ebenfalls im Musikvideo zu All I Want – Part 2 zu sehen. 2013 übernahm sie die weibliche Hauptrolle der Ellen Barethon im Fantasyfilm Paladin – Die Krone des Königs.
2014 unterstützte sie die irische Indie-Rock-Alternative-Band The Coronas im Musikvideo zum Song All the Others. Seit 2013 bis einschließlich 2020 war sie in unregelmäßigen Abständen in verschiedenen Nebenrollen in der Fernsehserie Vikings zu sehen. 2016 hatte sie eine Rolle im Spielfilm Jason Bourne, worüber sie sich noch Jahre später dankbar drüber äußerte und sie die Rolle als Karrieresprungbrett ansah. 2018 war sie in insgesamt fünf Episoden der Fernsehserie Coronation Street in der Rolle der Adele McHoughton zu sehen. Sie wirkte zwischen 2018 und 2019 in jeweils zwei Episoden der Fernsehserien The Outpost und Krypton mit. Seit 2019 verkörpert sie die Rolle der Stephanie „Steph“ Corbett in der Fernsehserie Line of Duty.
Neben ihrer Tätigkeit als Schauspielerin ist sie auch als Drehbuchautorin tätig. 2011 verfasste sie die Drehbücher für die Kurzfilme The Secret Child of Shanti und Colour Me..., für die sie auch als Produzentin fungierte. 2014 folgte das Drehbuch für After.... 2017 übernahm sie eine Sprechrolle im Videospiel SpellForce 3, 2020 verlieh sie ihre Stimme im Animationsfilm Meine Freundin Conni – Geheimnis um Kater Mau.

## Filmografie

### Schauspiel
- 2008: Bigga Than Ben
- 2010: Lovelorn
- 2011: The Secret Child of Shanti (Kurzfilm)
- 2011: Colour Me... (Kurzfilm)
- 2011: Girl in Motion (Kurzfilm)
- 2013: Bridge Station (Kurzfilm)
- 2013: Paladin – Die Krone des Königs (The Crown and the Dragon)
- 2013: Jimi: All Is By My Side
- 2013: The Bachelor Weekend
- 2013: Casualty (Fernsehserie, Episode 28x09)
- 2013–2020: Vikings (Fernsehserie, 4 Episoden, verschiedene Rollen)
- 2014: Penny Dreadful (Fernsehserie, Episode 1x02)
- 2014: After (Kurzfilm)
- 2015: Leave (Kurzfilm)
- 2016: Jason Bourne
- 2016: Gridlock (Kurzfilm)
- 2016: The Nation Holds Its Breath (Kurzfilm)
- 2016: Bridget & Eamon (Fernsehserie, Episode 1x05)
- 2017: Pickups
- 2017: Good Business (Kurzfilm)
- 2017: The Cured: Infiziert. Geheilt. Verstoßen. (The Cured)
- 2018: Coronation Street (Fernsehserie, 5 Episoden)
- 2018–2019: The Outpost (Fernsehserie, 2 Episoden)
- 2019: Bridget & Eamon (Fernsehserie, Episode 4x07)
- 2019: Dem Leben auf der Spur (End of Sentence)
- 2019: Krypton (Fernsehserie, 2 Episoden)
- 2019: Skip to the End (Kurzfilm)
- 2019–2021: Line of Duty (Fernsehserie, 7 Episoden)
- 2021: Hidden Assets (Fernsehserie, 2 Episoden)
- 2021: Hope Street (Fernsehserie, 2 Episoden)
- 2022: Harry Wild – Mörderjagd in Dublin (Harry Wild, Fernsehserie, Episode 1x06)
- 2022: Bad Sisters (Fernsehserie, Episode 1x05)
- 2022: No Worries if Not! (Fernsehserie, Episode 1x03)
- 2023: Apocalypse Clown
- 2023: Double Blind
- 2024: Sanctuary – A Witch’s Tale (Fernsehserie, 7 Episoden)
- 2024: Blackshore (Fernsehserie, 6 Episoden)
- 2024: Small Things Like These
- 2024: Borderline (Fernsehserie, 6 Episoden)

### Drehbuch
- 2011: The Secret Child of Shanti (Kurzfilm) (auch Produktion)
- 2011: Colour Me... (Kurzfilm) (auch Produktion)
- 2014: After... (Kurzfilm)

### Synchronisation
- 2017: SpellForce 3 (Videospiel)
- 2020: Meine Freundin Conni – Geheimnis um Kater Mau (Animationsfilm)
- 2023: Lu & the Bally Bunch (Fernsehserie, 27 Episoden)